# Maixe
Maixe – miejscowość i gmina we Francji, w regionie Grand Est, w departamencie Meurthe i Mozela.
Według danych na rok 1990 gminę zamieszkiwało 387 osób, a gęstość zaludnienia wynosiła 41 osób/km² (wśród 2335 gmin Lotaryngii Maixe plasuje się na 672. miejscu pod względem liczby ludności, natomiast pod względem powierzchni na miejscu 636.).

## Populacja

Populacja Maixe w latach 1962–2008